# Itaúba
Itaúba là một đô thị thuộc bang Mato Grosso, Brasil. Đô thị này có diện tích 4538,338 km², dân số năm 2007 là 4634 người, mật độ 1,02 người/km².